# 日立市立豊浦中学校
日立市立豊浦中学校（ひたちしりつとようらちゅうがっこう）は、茨城県日立市川尻町3-11-1にある日立市立中学校。

## 沿革

### 年表
- 1947年5月3日 - 豊浦町立豊浦中学校開校式[4]。
- 1952年5月25日 - 校歌が制定される[4]。
- 1956年9月20日 - 日立市と豊浦町が合併。日立市立豊浦中学校に改称される[4]。
- 1995年7月21日 - サッカー部が全国大会に出場[4]。
- 1997年
  - 5月7日 - 屋内運動場が完成[5]。
  - 8月24日 - 平成9年度第24回全日本中学校陸上競技選手権大会男子4×200 mで全国1位になる[4]。
- 2002年8月2日 - 8月7日 - 平成14年度全国高等学校総合体育大会・バスケットボールの競技会場として使用される[6]。
- 2011年10月9日 - 吹奏楽部が東日本学校吹奏楽大会に出場し銅賞を受賞[7]。
- 2013年11月9日 - 吹奏楽部が第19回日本管楽合奏コンテストに出場[8][9]。
- 2015年8月20日 - 陸上部が平成27年度全国中学校体育大会に出場[10][4]。
- 2019年4月7日 - 吹奏楽部がジュニア打楽器アンサンブルコンクールで最優秀賞を受賞[11]。
- 2023年度 - 茨城県測量・建設コンサルタント協会中学生防災講座研究指定校に指定[12]。

## 教育方針
（出典：）
学校教育目標
自ら学び、心豊かでたくましい生徒の育成
学校経営の基本理念
よりよい社会づくりを担う人材の育成
新しい学校を総掛かりで創る

## 部活動
（出典：）

### 運動部
- 野球部
- サッカー部
- 女子バレーボール部
- 女子バスケットボール部
- 男子ソフトテニス部
- 女子ソフトテニス部
- 卓球部
- 剣道部

### 文化部
- 吹奏楽部
- 美術部

## 通学区域
（出典：）
- 日立市砂沢町
- 日立市折笠町
- 日立市川尻町

## 進学前小学校
- 日立市立豊浦小学校

## 学区内の主な施設
- 豊浦交流センター
- 折笠スポーツ広場
- 北部学校給食共同調理場
- 日立市役所豊浦支所